# Ofensiva Meuse-Argonne
A Ofensiva Meuse-Argonne, também chamada de Batalha da Floresta Argonne, foi parte da ofensiva final dos Aliados durante a Primeira Guerra Mundial que ocorreu ao longo da Frente Ocidental. Toda a ofensiva foi planejada pelo comandante francês Ferdinand Foch que buscou violar a chamada Linha Hindenburg e com isso dar um ultimato e forçar a capitulação dos alemães. Durante setembro e outubro os aliados cruzaram a linha em várias direções (norte, centro e sul) - operações que incluíram a Batalha da Floresta Argonne - e realizaram o que geralmente é lembrada como a Grande Ofensiva (também chamada de "Campanha dos Cem Dias"). A Ofensiva Meuse-Argonne, além das forças americanas, envolveu os exércitos da França, Reino Unido e diversos países do  chamado commonwealth (principalmente Canadá, Austrália e Nova Zelândia), bem como a participação da Bélgica, que esteve nas maiores batalhas ao longo de todo o front.
A habilidade dos exércitos franco-britânicos de lutarem ininterruptamente pelos quatro anos do conflito é apontada como a causa do sangrento impasse da Guerra. Essa resistência ajudou a quebrar o espírito de luta dos alemães na Frente Ocidental. A Grande Ofensiva, que incluiu avanços dos britânicos, franceses e belgas ao norte juntamente com a ofensiva franco-americana na Floresta Argonne, são apontadas como o fator decisivo que levou a assinatura do  Armistício em 11 de novembro.
Em 26 de setembro os americanos começaram a marchar para Sedan, localizada ao sul; divisões de britânicos e belgas se dirigiram para Gante, na Bélgica no dia 27 e os britânicos e franceses atacaram ao norte da França no dia 28. A escala alcançada pela ofensiva, reforçadas por tropas americanas recém-chegadas, renovou o vigor dos ataques e afastou as esperanças de vitórias por parte dos alemães.
A Ofensiva Meuse-Argonne que reuniu tropas americanas com as do Quarto Exército Francês, foi a maior operação e vitória da Força Expedicionária Americana (AEF) na I Guerra Mundial. O principal efetivo da AEF não entrara em operação antes de 1918. Essa batalha representou o maior comprometimento dos americanos na Guerra e também onde ocorreu o maior número de baixas do país. Mesmo assim, os americanos não eram a maior força no Front. A Ofensiva Meuse-Argonne envolveu 9 divisões americanas do Primeiro Exército (comandado por John Pershing), contra 31 divisões do Quarto Exército Francês (equivalentes a 15 divisões americanas), liderados por Henri Gouraud.
O principal esforço americano na Ofensiva Meuse-Argonne ocorreu no chamado Setor Verdun, nas cercanias ao norte da cidade de Verdun, entre 26 de setembro e 11 de novembro de 1918. Outra participação dos americanos foi mais ao norte, quando as 27ª e 30ª divisões do II Agrupamento da AEF auxiliaram as exaustas tropas da Primeira Força Imperial Australiana.
Com a artilharia e os tanques britânicos, combinados com as forças das três nações, os aliados atacaram e capturaram o vilarejo de Montbrehain a seis quilômetros da linha entre  Bellicourt e Vendhuille, quando aconteceu a Batalha do Canal de St. Quentin. Das duas batalhas envolvendo os americanos na Grande Ofensiva, essa na verdade foi a mais significativa em termos de se conseguir abrir uma grande brecha na Linha Hindenburg (em 10 de outubro).

## Forças em luta em Argonne

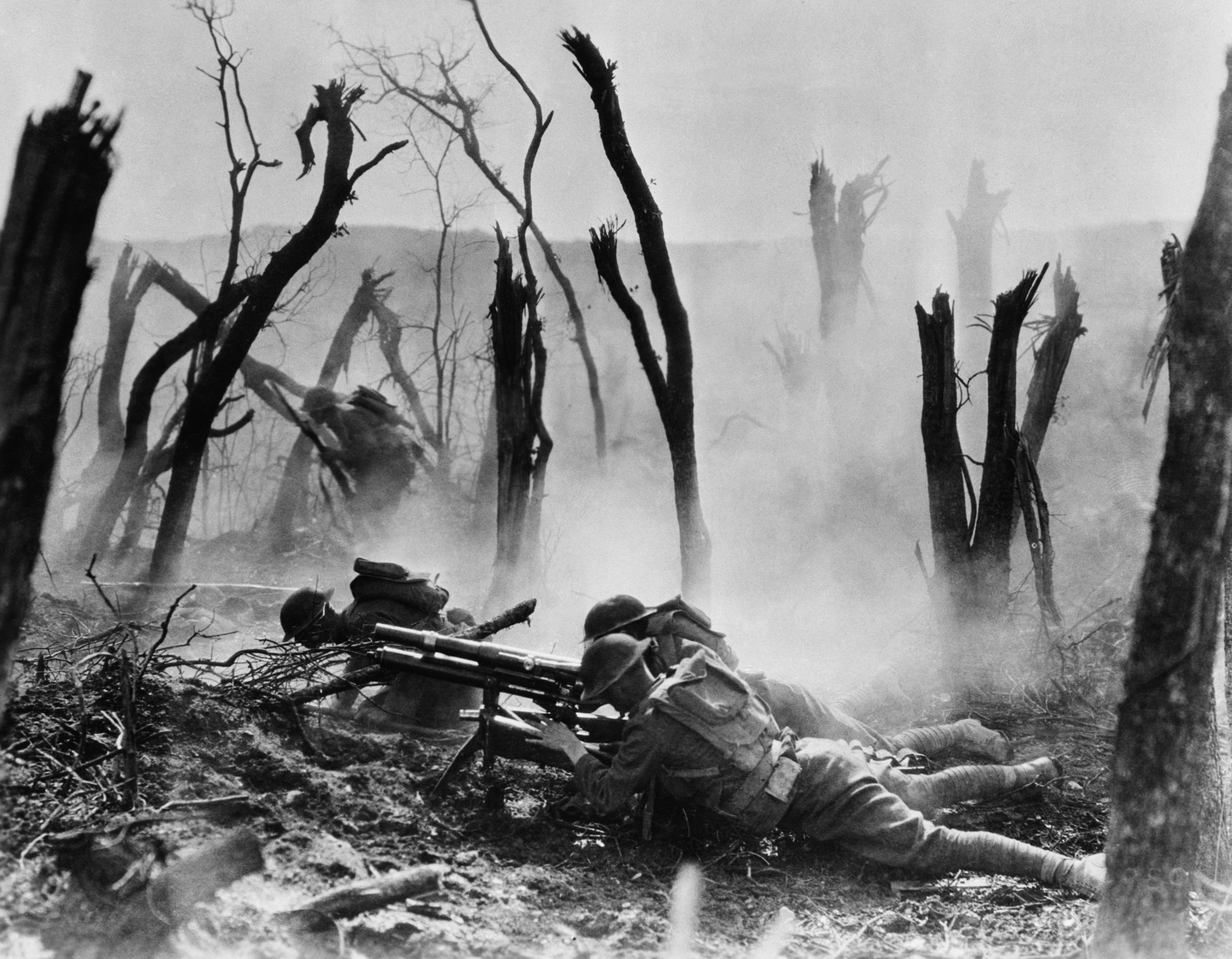
Soldados americanos lutando na floresta de Argonne.

As nove divisões americanas (Paterson, 2005) do Primeiro Exército Americano foram comandadas pelo General John J. Pershing até 16 de outubro e depois pelo tenente-general Hunter Liggett. Mais de 1,3 milhão de soldados americanos participaram da batalha. A logística foi planejada e coordenada pelo coronel George Marshall. As forças francesas das 31 divisões do Quarto Exército lideradas por Henri Gouraud, veterano de Dardanelos onde ele havia perdido um braço na batalha, e que ficou conhecido por ter liderado essas forças durante a maior parte de 1916, assumira o comando novamente em julho de 1917.
Os inimigos alemães permaneciam com cerca de apenas 50 por cento das forças no início do conflito. A 117ª Divisão, que enfrentou a 79ª Divisão americana durante a primeira fase, contava apenas com 3,3 mil soldados. A moral variava bastante nas diversas unidades alemãs. As forças da Frente Ocidental mantinham a moral alta, ao contrário da Frente Oriental. A resistência alemã foi aumentada para cerca de 450 mil soldados com o reforço do Quinto Exército Alemão comandado pelo  General Georg von der Marwitz.
Em Sedan, o objetivo era a captura de ferrovias e interromper a linhas de abastecimento dos alemães na França e Flanders.

## Primeira fase: 26 de setembro a 3 de outubro
O ataque americano começou às 5:30 do dia 26 de setembro. Os resultados foram variáveis: Os agrupamentos V e III alcançaram a maioria dos seus objetivos, mas a 79ª Divisão não conseguiu capturar Monfuncton, a 28ª Divisão "Keystone" encontrou forte resistência dos inimigos e a 91ª Divisão "Wild West" foi obrigada a evacuar a vila de Epinonville após avançar por oito quilômetros. Montfaucon d'Argonne foi capturada no primeiro dia pela 37ª Divisão "Buckeye". No dia seguinte, a maior parte do Primeiro Exército não conseguiu resultados positivos. A 79ª Divisão enfim conseguiu tomar Monfuncton e a 35ª Divisão "Sante Fe" capturou as vilas de Baulny, Hill 218 e Charpentry. Em 29 de setembro, seis novas divisões alemãs foram mobilizadas para rechaçar o ataque americano, com a quinta Guarda e a 52ª Divisão atacando a 35ª Divisão. A adjacente ofensiva francesa ficou temporariamente confusa quando um dos generais morreu. O progresso inicial dos franceses foi lento, mas depois ultrapassaram as tropas americanas.

## Segunda fase: 4 de outubro até 26 de outubro

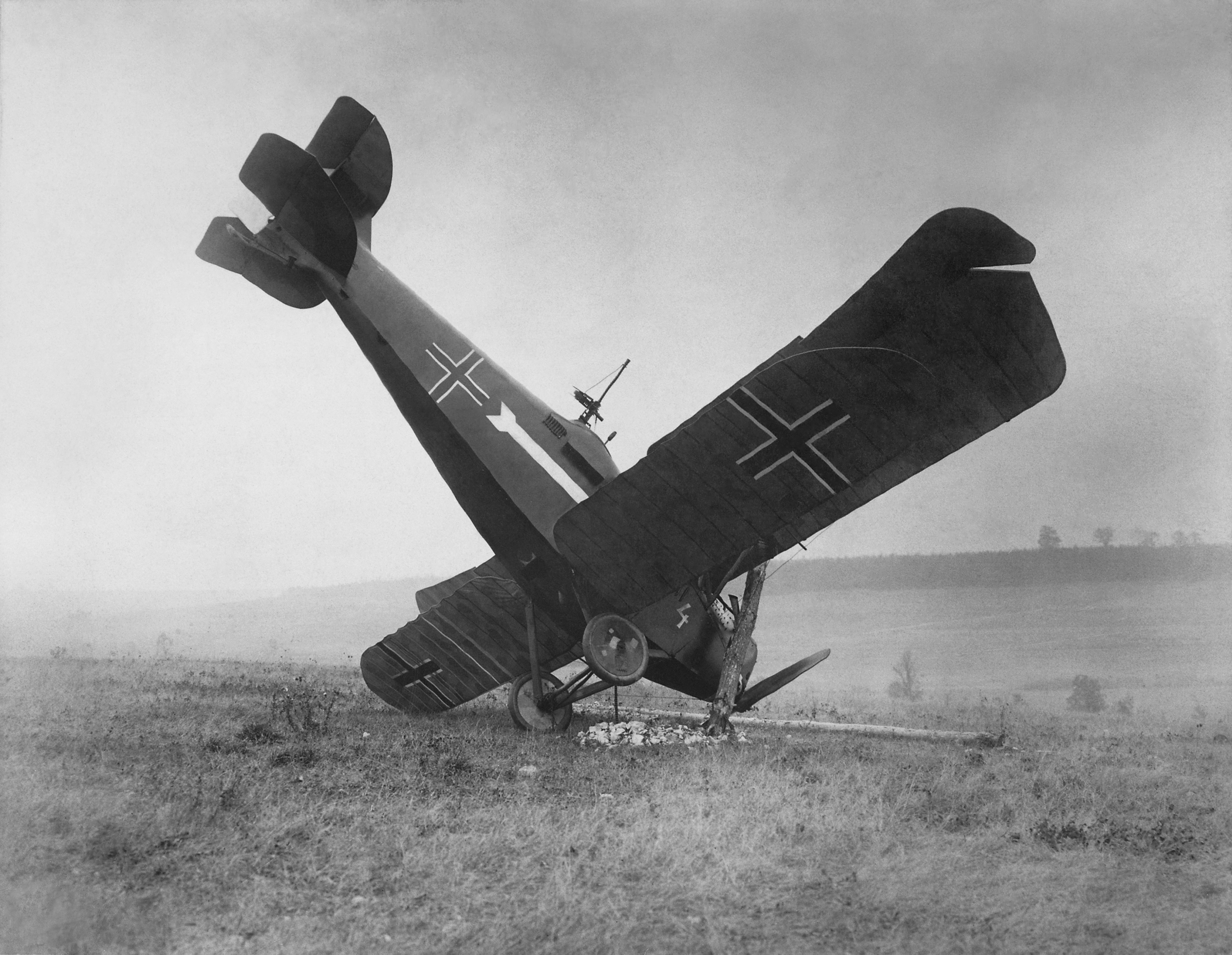
Um avião alemão Hannover CL.III caído entre Montfaucon e Cierges, no dia 4 de outubro.

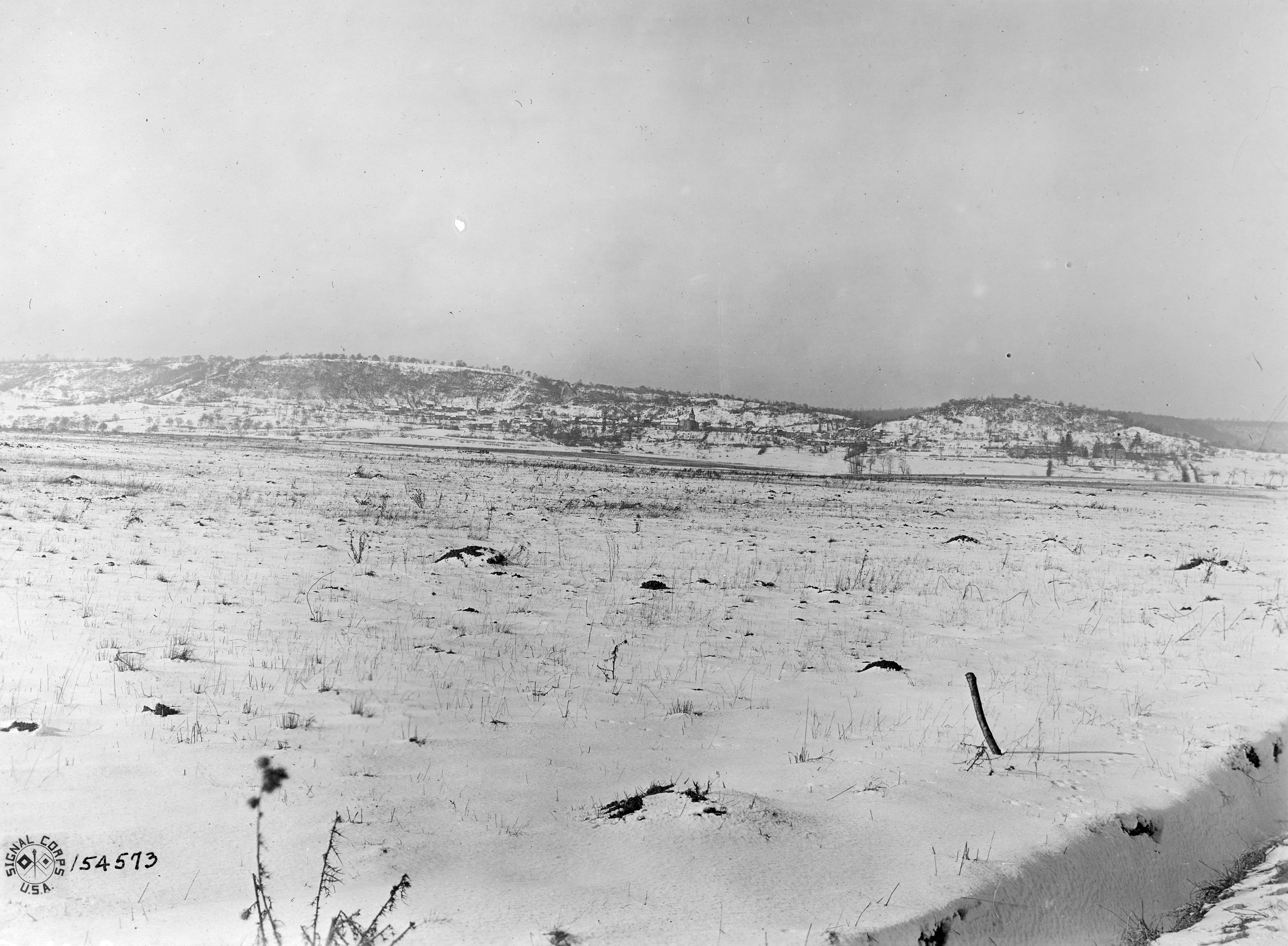
O 328 Regimento de Infantaria da 82ª Divisão avança na captura de Hill 223 em 7 de outubro de 1918.

A segunda fase da batalha começa em 4 de outubro, quando as divisões americanas da primeira fase foram substituídas pelas divisões de reserva dos Agrupamentos I e V. Os americanos efetuaram uma série de ataques frontais e finalmente romperam a principal defesa do inimigo (o Kriemhilde Stellung da Linha Hindenburg), entre 14-17 de outubro. No fim de outubro os americanos avançaram cinquenta quilômetros e finalmente "limparam" a floresta Argonne. Isto foi durante a operação em que o cabo (mais tarde sargento) Alvin York realizou a sua famosa captura de 132 prisioneiros alemães (encenada por Gary Cooper no filme de 1941, Sergeant York). No flanco esquerdo os franceses avançaram 30 quilômetros e cruzaram o Rio Aisne.

## Terceira fase: 26 de outubro até 10 de novembro
As forças americanas se reorganizaram em dois exércitos. O primeiro, liderado pelo general  Ligett, deveria continuar se movendo pela ferrovia Carignan-Sedan-Mezieres. O segundo, com o Tenente-General Robert L. Bullard, tomou o rumo de Metz. Os dois exércitos encontraram o que restou de 31 divisões alemãs. Os americanos capturaram as fortificações do inimigo em Buzancy. O objetivo, Sedan e sua estratégica ferrovia, foi atingido em 6 de novembro.

## A batalha na História
Das batalhas isoladas, essa foi provavelmente uma das mais sangrentas da história americana, com grande número de mortos ou feridos.